# همايون شجريان
همايون شجريان ( 21 مايو 1975 - طهران ) هو مغني موسيقى إيرانية تقليدية وعازف تومباك وكمنجة وهو ابن محمد رضا شجريان .

## حياته الشخصية
ولد في طهران لعائلة فنية ، هو ابن المطرب الكبير محمد رضا شجريان أحد أهم مغني الموسيقا الفارسية التقليدية . عمل همايون بنصيحة والده وبدأ في دراسة الغناء والموسيقى الإيرانية وتعلم العزف على آلة التومباك وهي آلة ايقاعية تشبه الطبلة في الآلات العربية . وفي سن العاشرة بدأ تعلم تكنيك غناء الأواز على يد والده وفي الوقت ذاته التحق بمعهد الكونسرفتوار في طهران واختار آلة الكمنجة . وفي العام 1991 بدأ والده في اصطحابه معه خلال حفلاته في الولايات المتحدة وأوروبا وإيران كعازف على آلة التومباك وبداية من 1999 شارك همايون مع والده الغناء في حفلاته وكانت أولى أعماله المنفردة أغنية « نسيم وصل » في عام 2003 من ألحان محمد جواد زربيان .

## ديسكوغرافيا
- نسيم وصل 2003 (مع محمد جواد زربيان)
- ناشکیبا 2004
- شوق دوست
- نقش خيال 2005
- با ستاره ها (مع النجوم)
- قیژک کولی
- خورشيد آرزو[7]
- آب، نان، آواز (الماء والخبز والغناء)
- شب جدایی (ليلة الفراق)
- سميرغ
- شوق نامه
- ای جانا جان بی من مرو
- نه فرشته‌ام نه شیطان (لست ملاكا ولا شيطان)
- مستور وماست
- خداوندان اسرار (سيد الأسرار)
- رگ خواب
- امشب کنار غزل‌های من بخواب
- إيران من